# علی کندی (شوط)
علی کندی روستایی در دهستان یولاگلدی  بخش مرکزی شهرستان شوط  در استان آذربایجان غربی کشور ایران واقع شده‌است. علی کندی ۳۹ نفر جمعیت دارد.